# Foxhound-americano
Foxhound-americano[Nota] (em inglês:  American Foxhound) é uma raça de cães de caça do tipo sabujo, originária dos Estados Unidos. É bastante utilizada na caça como cão de rastreamento em casos de presas grandes como javalis e outros animais maiores. É conhecido pela sua vocalização característica durante a caça. 
Seu nome, foxhound, o classifica como caçador de raposas, devido ao seu parentesco com o foxhound-inglês. Mas apesar do nome, hoje é mais utilizado na caça ao javali. Fisicamente, é considerado mais leve e rápido que um foxhound-inglês.  
Estes cães costumavam serem alimentados com carne de cavalo.

## História e origem
Sabe-se que seus principais ancestrais foram importados da Inglaterra para os Estados Unidos em Maryland em 1650 pelo britânico Robert Brooke, que mantinha a tradição de quase 300 anos de sua família em criar e manter registro de sua própria linhagem cães de caça. Todavia, apenas em 1770 a raça americana começou a ser estabelecida, inicialmente sob o nome de "hound da Virgínia", por ter se desenvolvido também no estado da Virgínia, além de Maryland.
Por esta época, George Washington possuía uma quantidade de cães de caça da linhagem de Brooke, e foi presenteado pelo Marquês de La Fayette com cães de caça franceses da raça Grande azul da Gasconha. Dos cruzamentos entre cães de Brooke e cães franceses, nasceram parte da base do que hoje é o foxhound-americano. E mais tarde foram adicionadas linhagens de cães de caça irlandeses para agregar velocidade.
A raça foi reconhecida pelo American Kennel Club em 1886.

## Linhagens
Hoje existem diversas linhagens da raça foxhound-americano, cada qual com uma característica própria para uma modalidade específica seja de exposição ou de caça, tal como por exemplo a linhagem Penn-Marydel, especializada na caça à raposa em grandes matilhas acompanhadas por homens à cavalo.